# Station Śrem
Station Śrem is een voormalig spoorwegstation in de Poolse plaats Śrem.